# ケーラー・アインシュタイン計量
微分幾何学において、複素多様体上のケーラー・アインシュタイン計量 (Kähler–Einstein metric) は、ケーラー計量かつアインシュタイン計量であるようなリーマン計量である。多様体がケーラー・アインシュタインであるとは、ケーラー・アインシュタイン計量を持つ場合を言う。これらの中で最も重要なものは、カラビ・ヤウ多様体であり、これは、ケーラーかつリッチ平坦なものである。
この分野の最も重要な問題は、コンパクトケーラー多様体にケーラー・アインシュタイン計量が存在することである。
ケーラー計量がある場合には、リッチ曲率はケーラー計量に比例するので、第一チャーン類は、負か、0か、または、正のいずれかである。
第一チャーン類が負の場合は、オーバン(Aubin)とヤウ(Shing-Tung Yau)が常にケーラー・アインシュタイン計量が存在することを証明した。
第一チャーン類が 0 の場合は、ヤウは常にケーラー・アインシュタイン計量が存在するというカラビ予想を証明した。ヤウはこの仕事でフィールズ賞を受賞した。これがカラビ・ヤウ多様体の名称の由来である。
残りの、第一チャーン類が正の場合（ファノ多様体と言う）が最も困難である。この場合は、存在に非自明な障害が存在する。2012年、チェン(Chen)、ドナルドソン(Donaldson)、スン(Sun)は、この場合の存在性は K-安定性と呼ばれる代数幾何学的な条件に同値であることを証明した。彼らの証明は、アメリカ数学会誌 (the Journal of the American Mathematical Society) の一連の論文に発表された。